# 拉托蘭丁 (加利福尼亞州)
拉托蘭丁（英語：Ratto Landing）是位於美國加利福尼亞州納帕縣的一個非建制地區。該地的面積和人口皆未知。

## 地理
拉托蘭丁的座標為38°13′55″N 122°17′22″W / 38.23194°N 122.28944°W，而該地的平均海拔高度為1米（即3英尺）。